# UD Logroñés
Unión Deportiva Logroñés, S.A.D. – hiszpański klub piłkarski, mający siedzibę w mieście Logroño.

## Sezony
| Sezon   | Liga               | Miejsce | Puchar Króla |
| ------- | ------------------ | ------- | ------------ |
| 2009/10 | Segunda División B | 9.      |              |
| 2010/11 | Segunda División B | 6.      |              |
| 2011/12 | Segunda División B | 5.      | 3. runda     |
| 2012/13 | Segunda División B | 14.     | 1. runda     |
| 2013/14 | Segunda División B | 11.     |              |
| 2014/15 | Segunda División B | 4.      |              |
| 2015/16 | Segunda División B | 4.      | 1/32 finału  |
| 2016/17 | Segunda División B | 6.      | 1. runda     |
| 2017/18 | Segunda División B | 7.      | 3. runda     |
| 2018/19 | Segunda División B | 2.      | 3. runda     |
| 2019/20 | Segunda División B | 1.      | 1/32 finału  |
| 2020/21 | Segunda División   |         |              |

- 11 sezonów w Segunda División B